# Przewiercień sierpowaty
Przewiercień sierpowaty (Bupleurum falcatum L.) – gatunek rośliny z rodziny selerowatych. 

## Rozmieszczenie geograficzne
Występuje w Europie na obszarze od Francji na zachodzie po Ural i Kaukaz na wschodzie, na południu sięga do Włoch, Albanii i Bułgarii, a na północy do Niemiec, Polski i środkowej części europejskiej Rosji.
W Polsce jest gatunkiem rzadkim; rośnie na pojedynczych, rozproszonych stanowiskach u podnóża Sudetów w województwie opolskim i na południe od Zgorzelca, w Pieninach, Beskidzie Sądeckim i ich okolicach.

## Morfologia

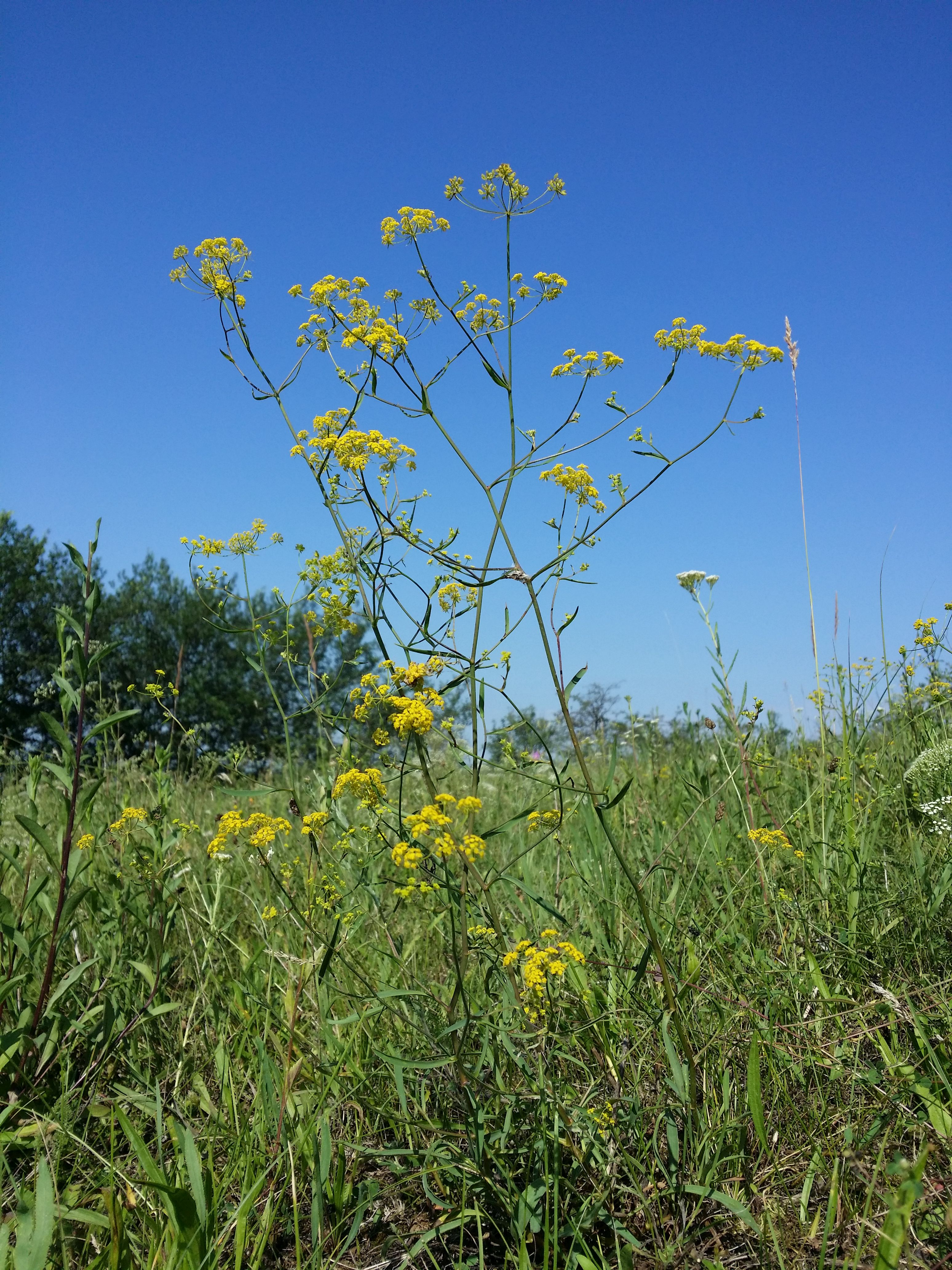
Pokrój

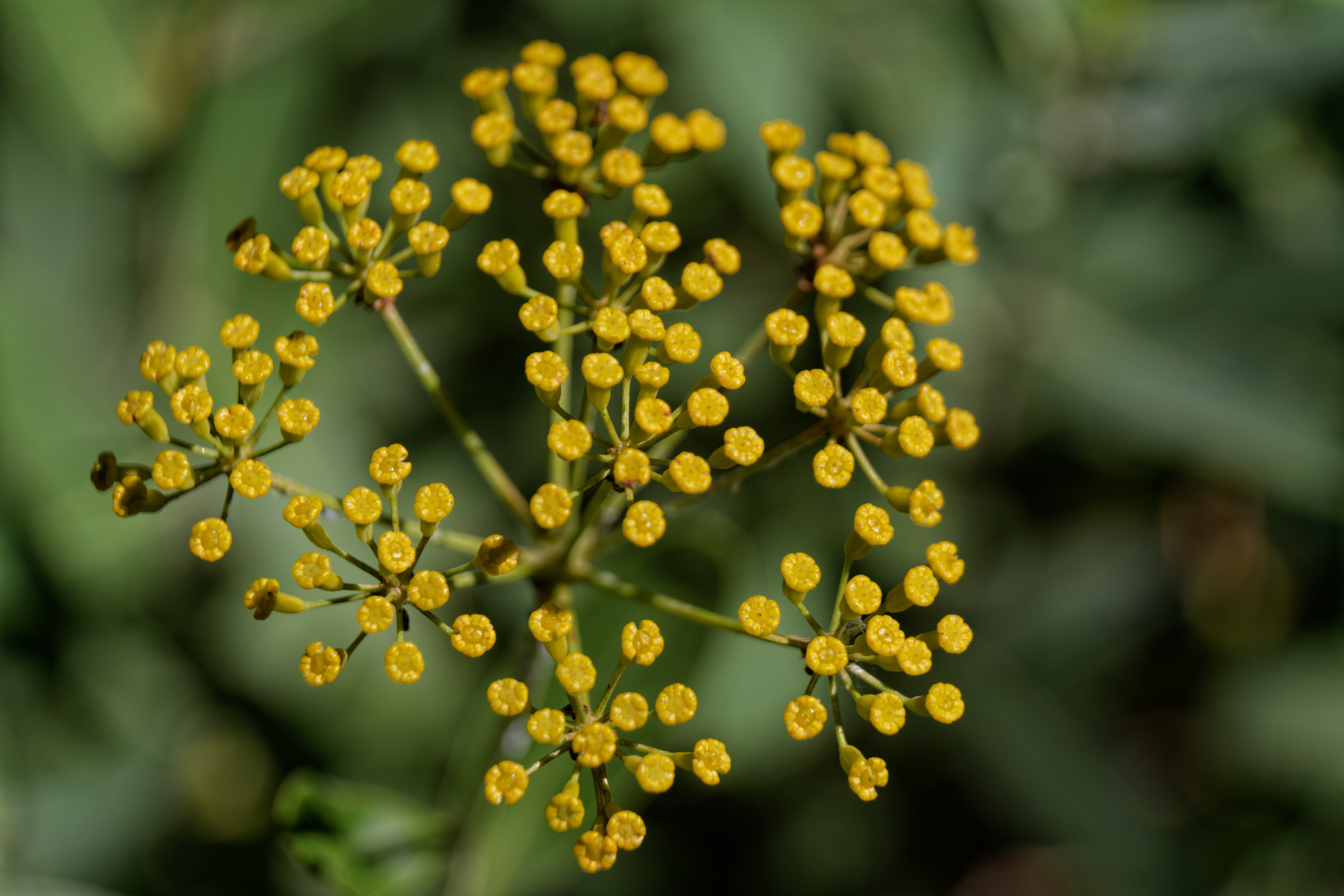
Kwiatostan

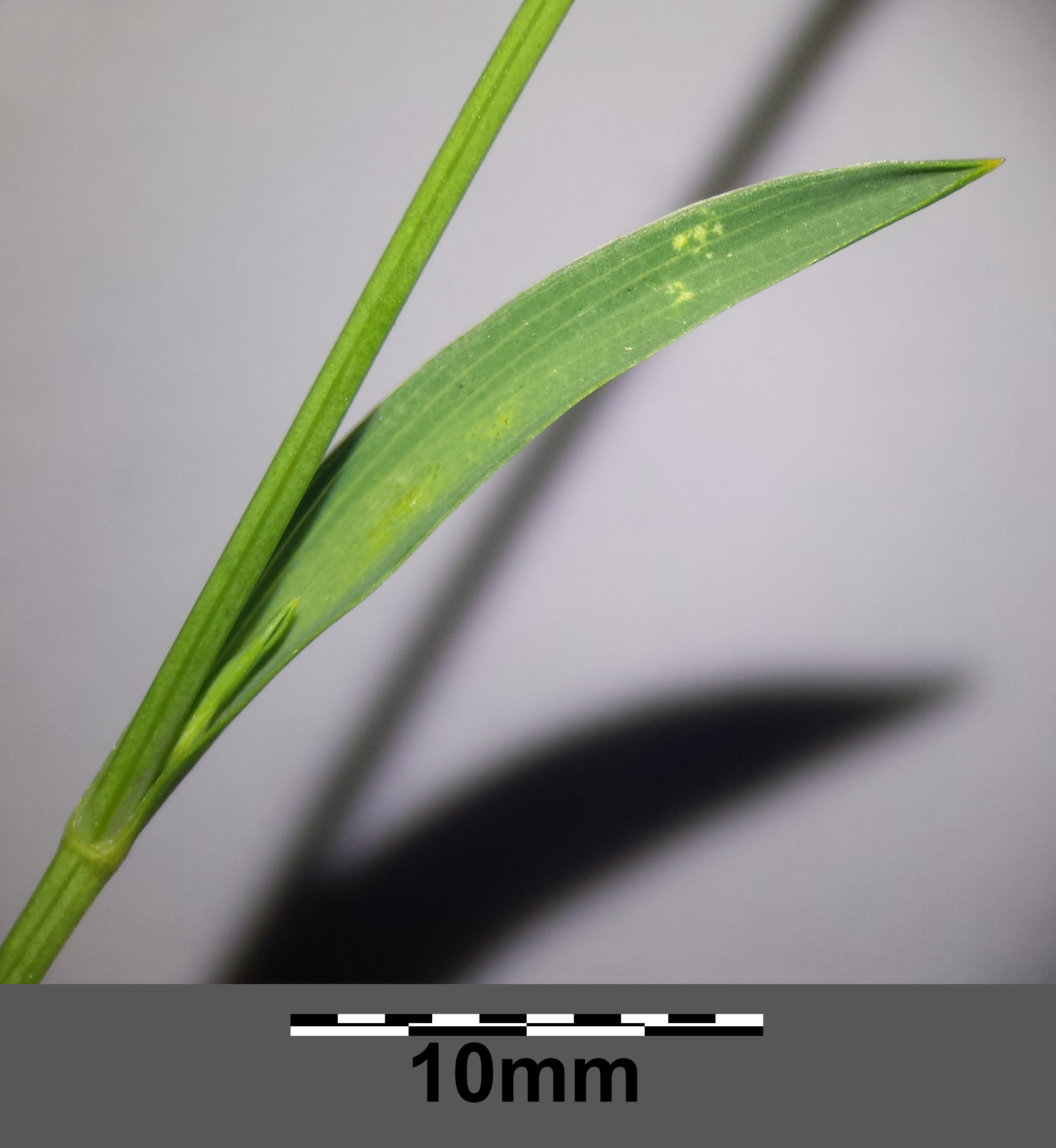
Liść

PokrójRoślina zielna z tęgim, rozgałęzionym kłączem, z którego wyrasta pojedyncza lub kilka łodyg w dole drewniejących. Osiągają one od 30 do 150 cm długości, często są zygzakowato powyginane i rozgałęzione.
LiścieLiście dolne eliptyczne, podługowate lub sierpowate, długości 5–10 cm i szerokości 5–10 mm, ogonkowe. Górne liście mniejsze, lancetowate i siedzące. Wszystkie liście z równoległym użyłkowaniem.
KwiatyZebrane w 3–15 baldaszków tworzących baldach złożony. Pokryw w liczbie 1–5, lancetowate i nierówne. Pokrywki w liczbie 5–6 równowąskie do lancetowatych, zaostrzone, zwykle nieco dłuższe od szypułek. Płatki korony są żółte, sercowatego kształtu.
OwoceElipsoidalne rozłupnie osiągające 3 mm długości, gładkie, z nitkowatymi żebrami.

## Biologia i ekologia
Bylina, czasem monokarpiczna – zamierająca po owocowaniu, hemikryptofit. Rośnie na suchych zboczach i skałach wapiennych. Kwitnie od lipca do października. Gatunek charakterystyczny kserotermicznych zbiorowisk okrajkowych ze związku Geranion sanguinei.